# Irma Jelenska
Irma Jelenska ili Marija Jelenska (Križevci, svibanj 1852. – Barcelona, 29. prosinca 1882.) bila je hrvatska kazališna glumica.

## Životopis
Marija Ferk rođena je u Križevcima, 1852. godine. Završila je glumačku školu u Beču. Godine 1866. bila je angažirana u Hrvatskom narodnom kazalištu u Zagrebu. Od 1868. glumila je u njemačkom kazalištu u Osijeku, a od 1869. do 1871. bila je članica Narodnog kazališta u Beogradu.
Iz Beograda je 1871. otišla u Beč, gdje je 1874. glumila u Residenz Theateru, a zatim u Burgtheatru. Godine 1875. nastupala je u Grazu, a zatim se preselila u njemačko kazalište u Pragu gdje je ostala do 1877. godine. Nastupala je u Hamburgu između 1878. i 1880., a zatim u Stuttgartu do 1881. godine.
Umrla je u Barceloni.

### Članci
- Hercegovac, Zdenka. 2005. Jelenska, Irma. Hrvatski biografski leksikon. Zagreb.  journal zahtijeva |journal= (pomoć)